# Чорноморське узбережжя Болгарії

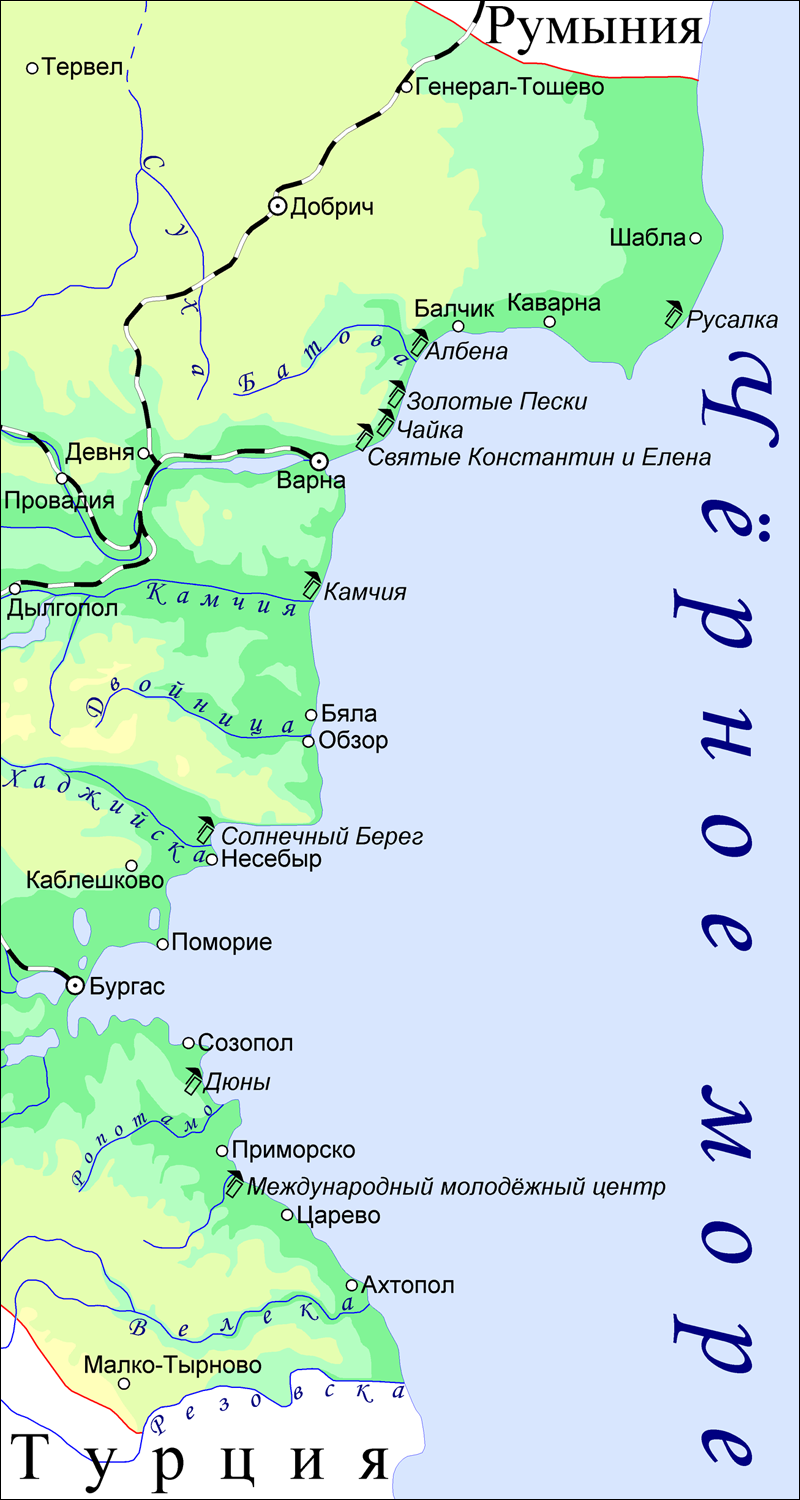
Чорноморське узбережжя Боргарії

Чорноморське узбережжя Болгарії становить собою східний кордон Болгарії, котрий простягається від  Чорноморського узбережжя Румунії на півночі до європейської частини Туреччини на півдні. Протяжність узбережжя сягає 378 км, з них 130 км складають піщані пляжі.. 

Балканські гори перетинають країну, досягаючи Чорного моря в районі мису Еміне і розділяючи узбережжя в цьому місці на північну та південну частини. Північна частина Чорноморського узбережжя Болгарії характеризується наявністю скелястих мисів, біля яких море впирається в круті береги, що досягають у деяких місцях 70 м у висоту. Південна частина узбережжя відома своїми широкими піщаними пляжами.

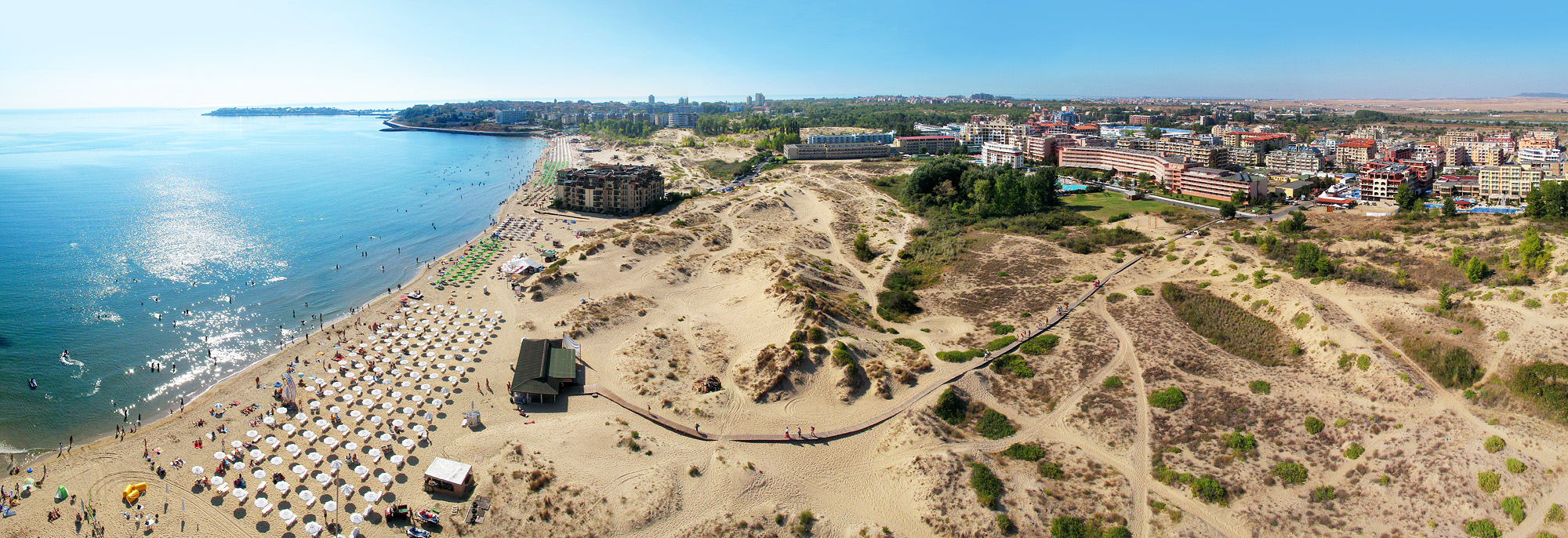
Панорама курорту «Сонячний берег»

Два найбільших міста та основні морські порти на Чорноморському узбережжі Болгарії — Варна (третє за величиною місто в країні) і Бургас (четверте за величиною місто в країні). Варна розташована в північній частині узбережжя, Бургас — в південній частині. Міжнародні аеропорти двох міст обслуговують весь регіон Чорноморського узбережжя Болгарії. Ведеться будівництво двох автострад (А1 і А2), які скоротять шлях зі столиці країни Софії до узбережжя. Автомагістраль А3, котра тільки планується, з'єднає Варну і Бургас.

## Міста на узбережжі
- Балчик
- Бургас
- Бяла
- Варна
- Каварна
- Несебр
- Поморіє
- Приморсько
- Созополь
- Царево
- Шабла

## Туризм
Чорноморське узбережжя Болгарії є важливим центром туризму в літній сезон (травень-жовтень), що приваблює мільйони іноземних і місцевих туристів і є одним з найпопулярніших туристичних місць країни.
До 1989 року Чорноморське узбережжя Болгарії було відомо в світі як Червона Рив'єра. Після падіння «залізної завіси» назву було змінено на Болгарську Рів'єру.

### Основні курорти
- Албена
- Созополь
- Золоті піски
- Поморіє
- Св. Костянтин і Олена
- Мис Каліакра
- Сонячний берег
- Дюни
- Рів'єра
- Варна
- Русалка
- Чайка
- Балчик
- Несебр
- Еленіте[2]

Созополь і Несебр відомі своїм історичним значенням і архітектурними пам'ятками. У Несебрі збереглася древня частина міста на Несебрському півострові, який виступає далеко в море. Созопол розташований в Бургаській бухті в південній частині Чорноморського узбережжя Болгарії. У місті збереглися типові болгарські дерев'яні будинки. Щорічно проводиться фестиваль мистецтв «Аполлонія». Також різноманітні фестивалі, конкурси та інші заходи проводяться на курорті «Золоті піски», який розташований за 20 км на північ від Варни. Довжина пляжу на цьому курорті перевищує 3 км.

## Галерея

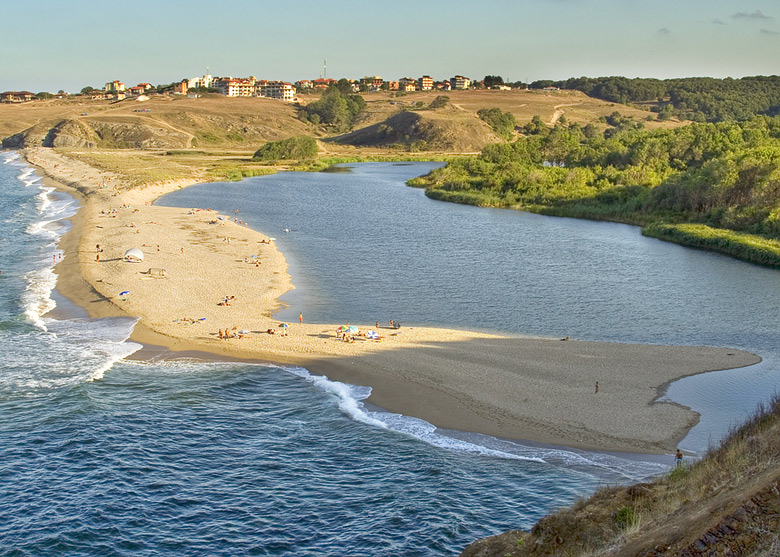
Річка Велека в місці впадання біля села Синеморець
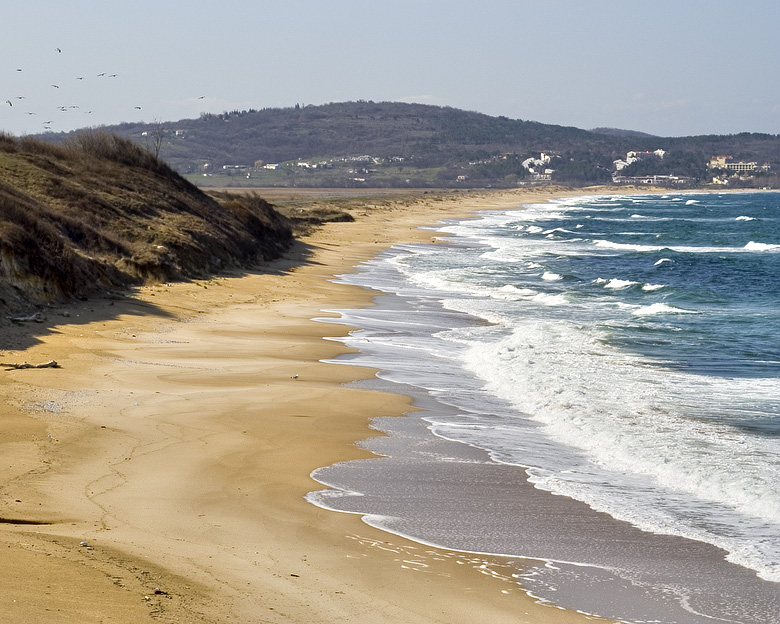
Пляж поблизу курорту «Дюни»
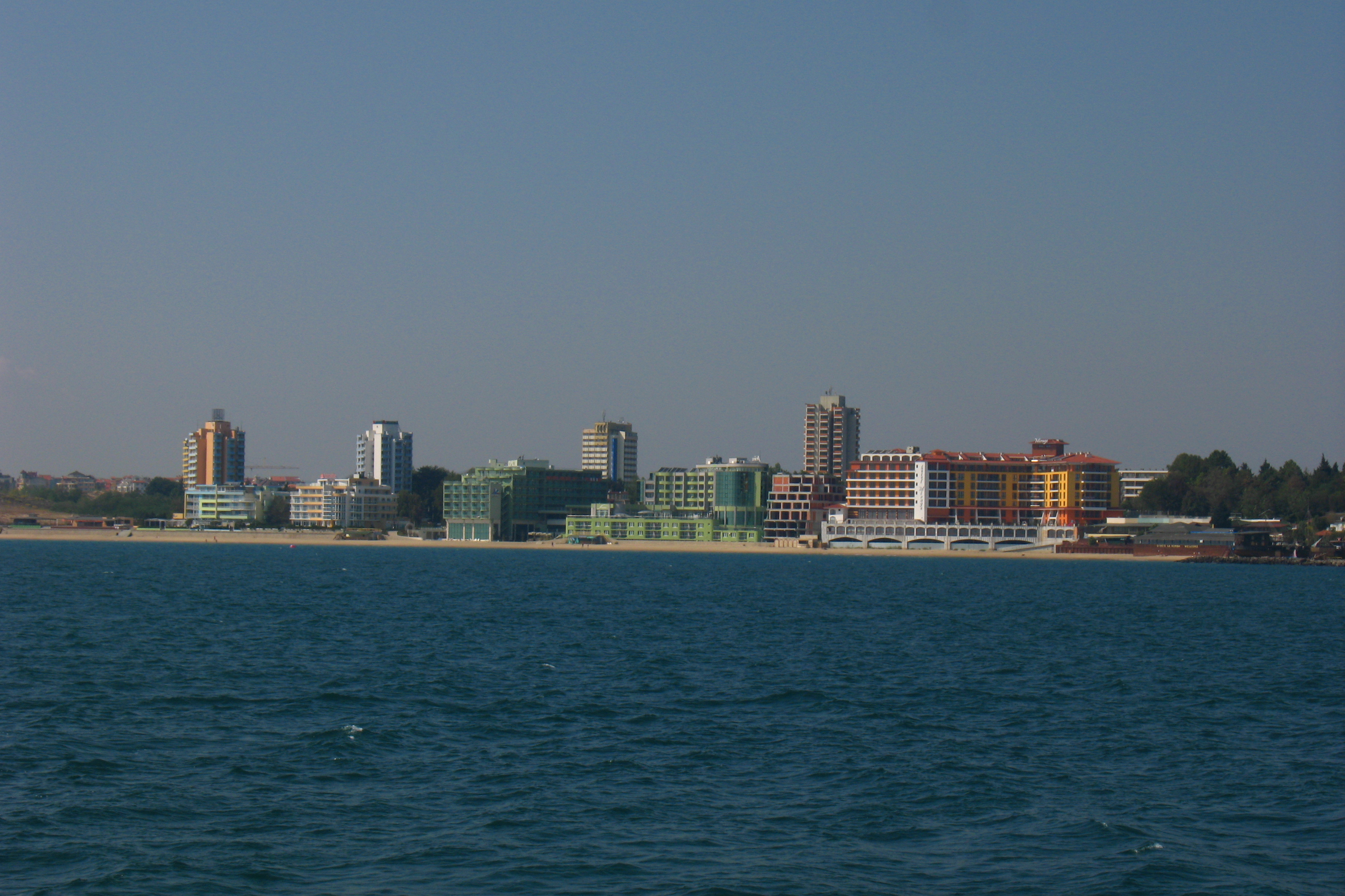
Несебр
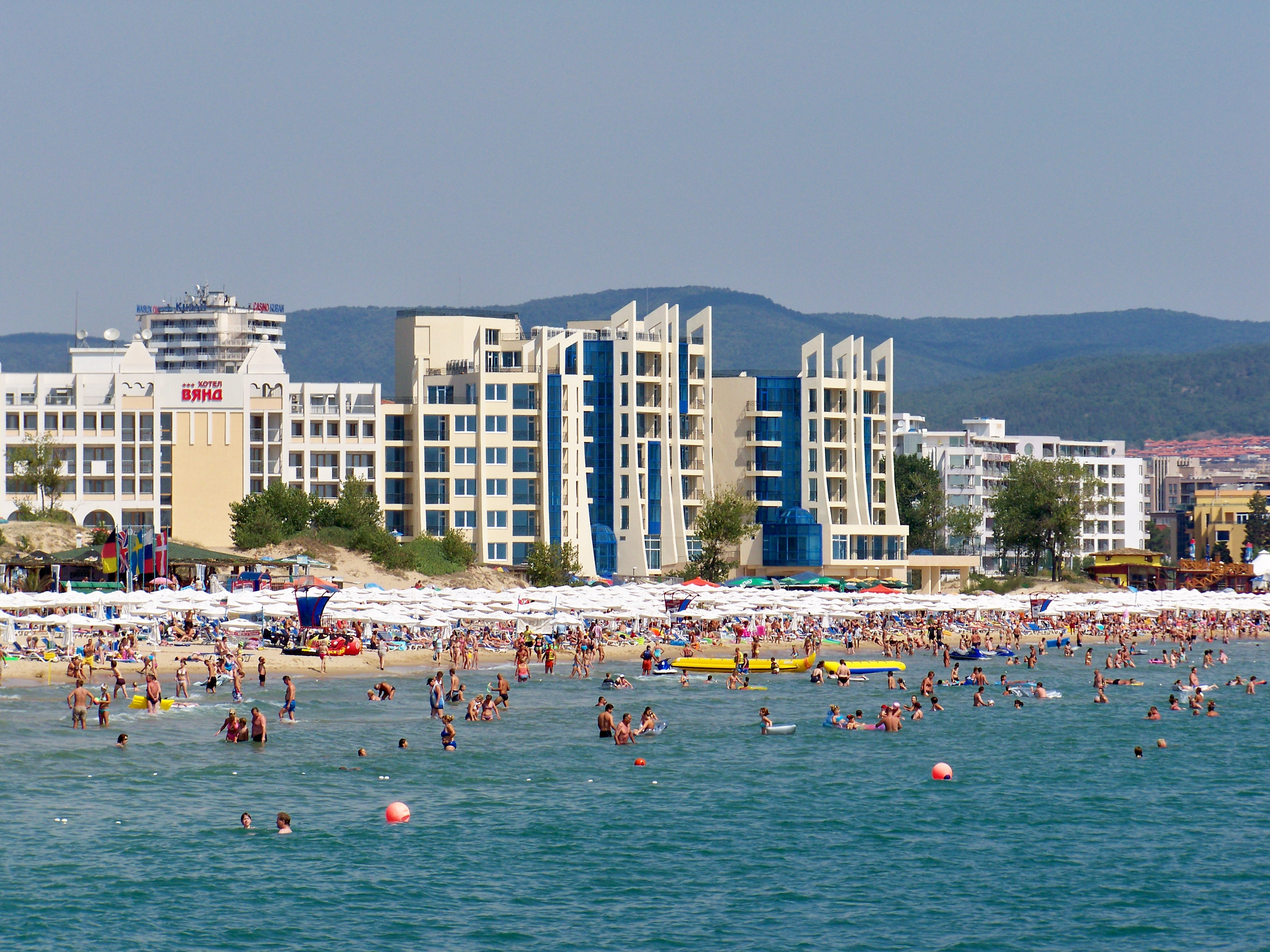
Сонячний берег
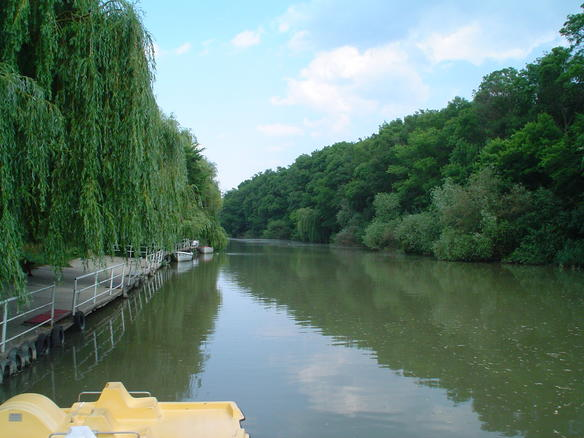
Річка Камчія
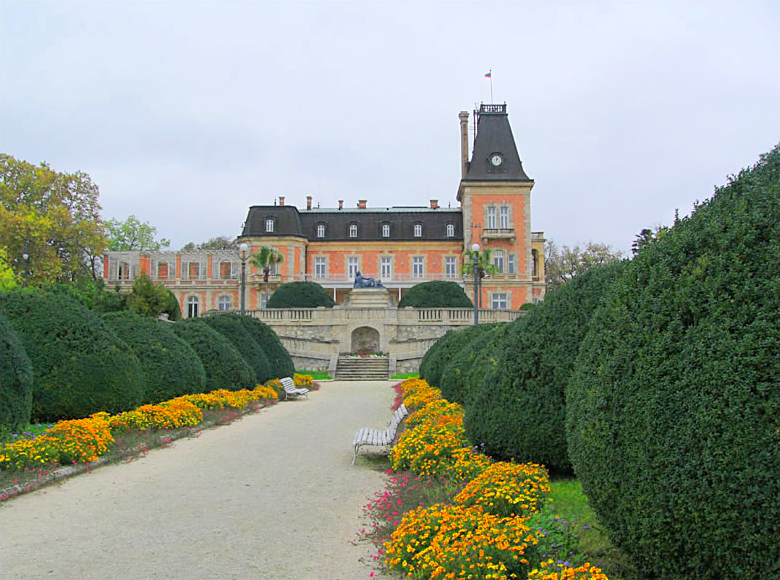
Евксиноград
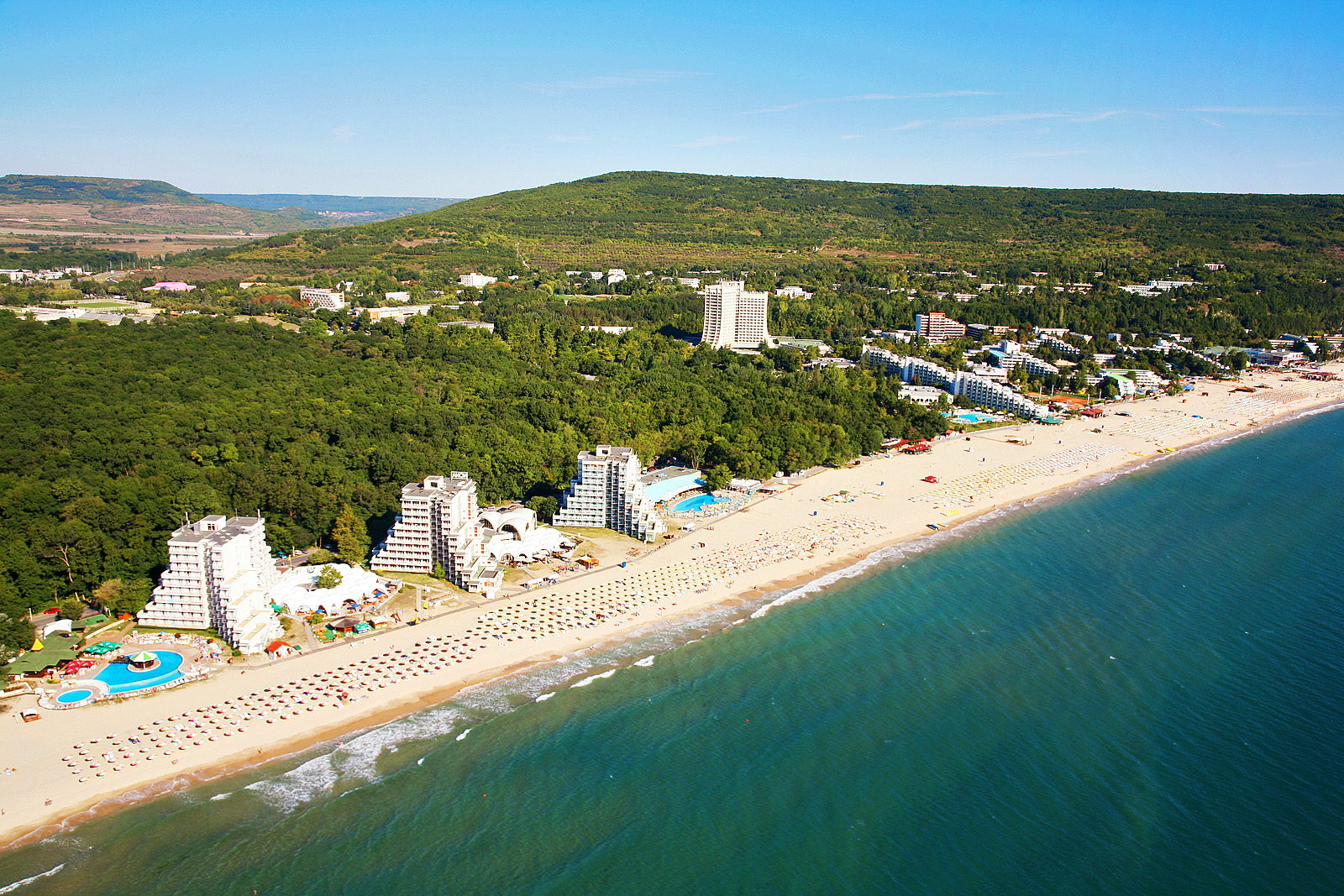
Албена
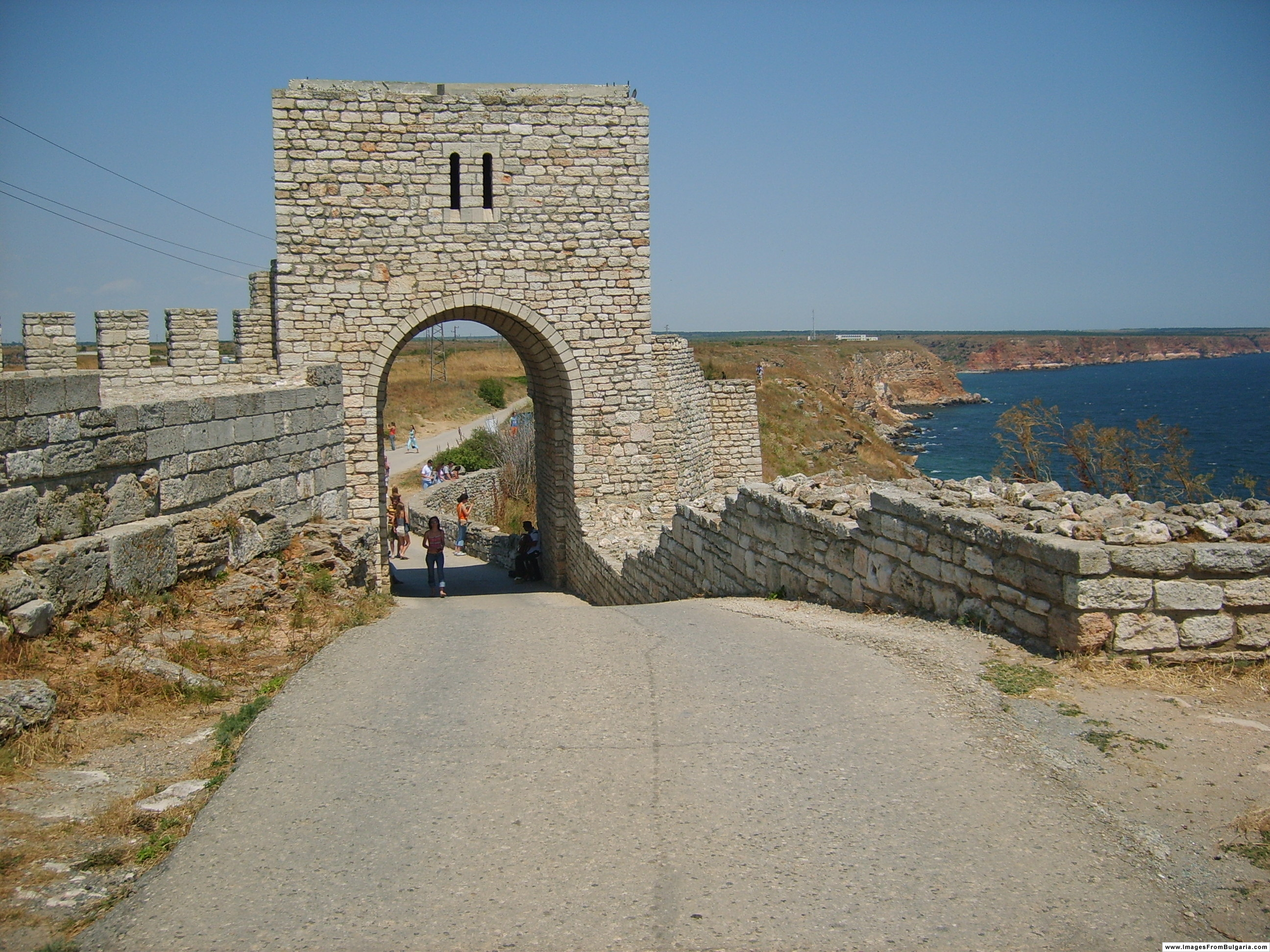
Мыс Каліакра
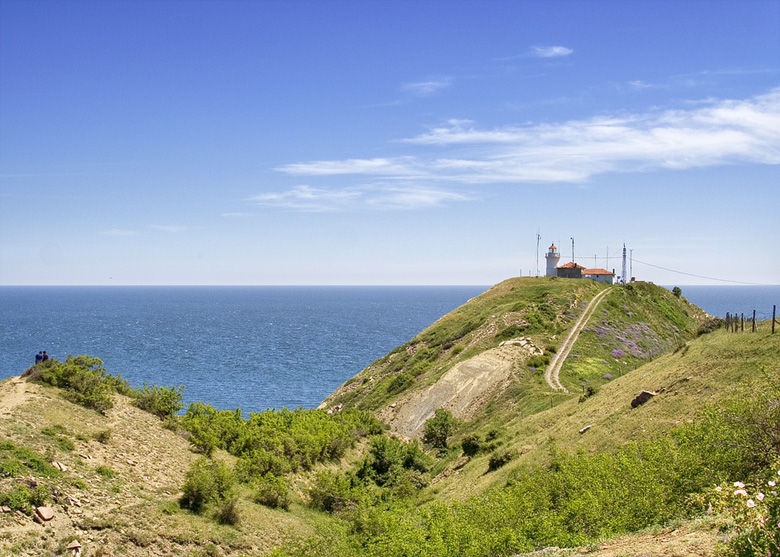
Мис Еміне
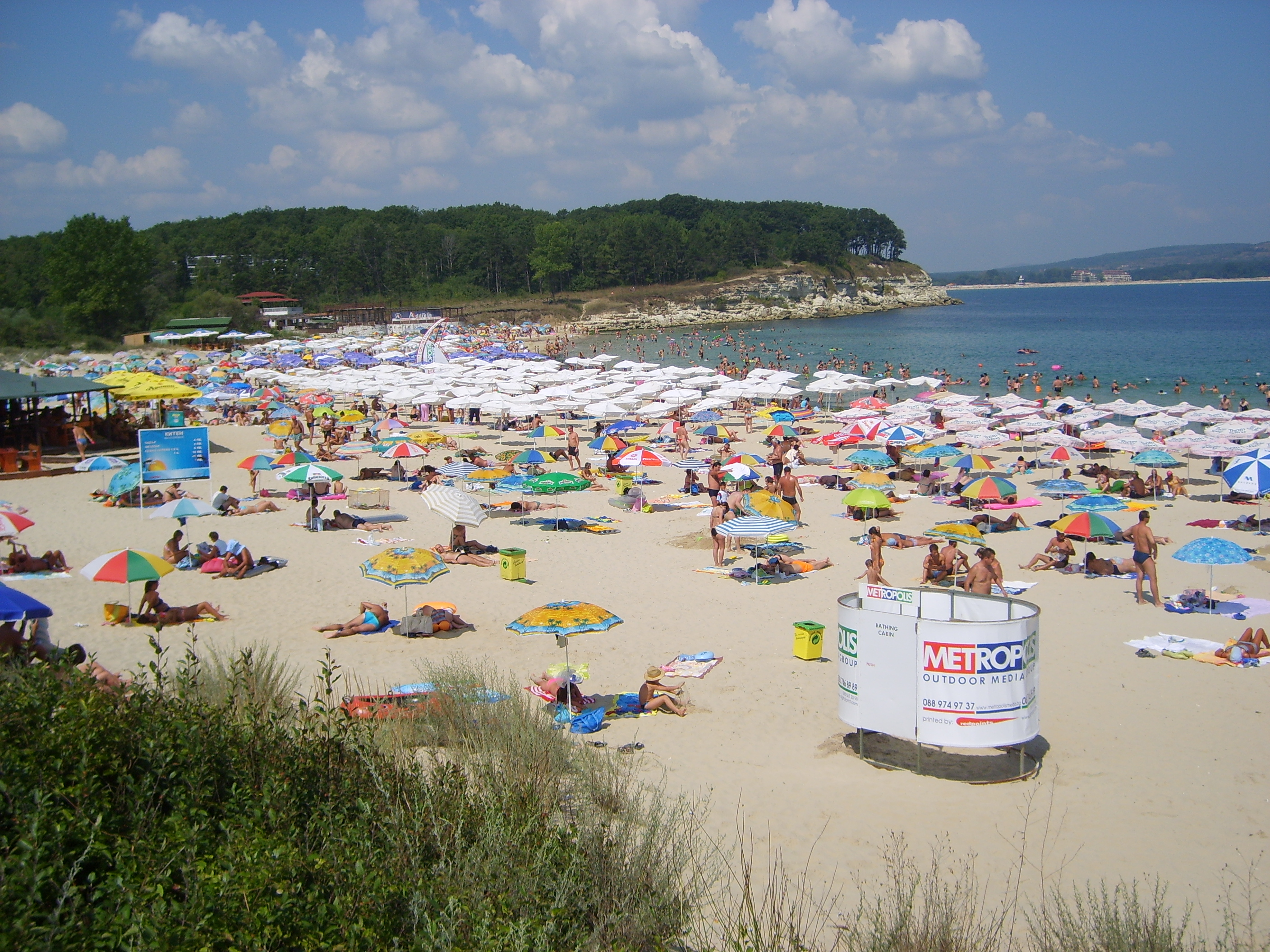
Китен